# 白雪さち花
白雪 さち花（しらゆき さちか、2月22日 - ）は、宝塚歌劇団月組に所属する娘役。月組副組長。
北海道札幌市、札幌清田高等学校出身。身長163cm。愛称は「さちか」。

## 来歴
2003年、宝塚音楽学校入学。
2005年、音楽学校卒業後、宝塚歌劇団に91期生として入団。入団時の成績は12番。花組公演「マラケシュ・紅の墓標／エンター・ザ・レビュー」で初舞台。その後、月組に配属。
2022年10月10日付で月組副組長に就任。
2025年11月16日の「GUYS AND DOLLS」東京公演千秋楽をもって、宝塚歌劇団を退団することが発表された。

## 人物
実妹は花組男役の珀斗星来である。

## 主な舞台

### 初舞台
- 2005年3 - 5月、花組『マラケシュ・紅の墓標』『エンター・ザ・レビュー』（宝塚大劇場のみ）

### 月組時代
- 2005年9 - 12月、『JAZZYな妖精たち』『REVUE OF DREAMS』
- 2006年5 - 8月、『暁（あかつき）のローマ』『レ・ビジュー・ブリアン』
- 2007年1 - 4月、『パリの空よりも高く』『ファンシー・ダンス』
- 2007年5 - 6月、『大坂侍』（バウホール・日本青年館）
- 2007年8 - 11月、『MAHOROBA』『マジシャンの憂鬱』
- 2008年1月、『ホフマン物語』（バウホール） - ファウスタ[注釈 1]
- 2008年3 - 7月、『ME AND MY GIRL』 - 新人公演：ワーシントン夫人（本役：天野ほたる）
- 2008年9月、『グレート・ギャツビー』（日生劇場） - ジャッキー
- 2008年11 - 2009年2月、『夢の浮橋』 - 新人公演：右近（本役：美夢ひまり）『Apasionado!!』
- 2009年5 - 8月、『エリザベート』 - 美容師、新人公演：家庭教師（本役：音姫すなお）
- 2009年10 - 12月、『ラスト プレイ』『Heat on Beat!（ヒート オン ビート）』
- 2010年2月、『HAMLET!!』（バウホール・日本青年館） - ムーガル
- 2010年4 - 7月、『THE SCARLET PIMPERNEL（スカーレット ピンパーネル）』 - 新人公演：イザベル（本役：沢希理寿）
- 2010年9 - 11月、『ジプシー男爵-Der Zigeuner Baron-』 - 新人公演：ミレーラ（本役：美夢ひまり）『Rhapsodic Moon（ラプソディック・ムーン）』
- 2011年1月、『Dancing Heroes!』（バウホール）
- 2011年3 - 5月、『バラの国の王子』 - 新人公演：妃（清き仙女）（本役：花瀬みずか）『ONE』
- 2011年7 - 10月、『アルジェの男』 - ヴィヴィアン、新人公演：ポーラ・シャルドンヌ（本役：邦なつき）『Dance Romanesque（ダンス ロマネスク）』
- 2011年11 - 12月、『我が愛は山の彼方に』『Dance Romanesque（ダンス ロマネスク）』（全国ツアー）
- 2012年2 - 4月、『エドワード8世』 - モウラ・バドベルク、新人公演：ヨーク公爵妃エリザベス（本役：花瀬みずか）『Misty Station』
- 2012年6 - 9月、『ロミオとジュリエット』 初エトワール
- 2012年10 - 11月、『春の雪』（バウホール・日本青年館） - 月修寺門跡
- 2013年1 - 3月、『ベルサイユのばら-オスカルとアンドレ編-』 - ヘリオトロープ
- 2013年5月、『月雲（つきぐも）の皇子（みこ）』（バウホール） - 麻忍／キラン
- 2013年7 - 10月、『ルパン-ARSÈNE LUPIN-』『Fantastic Energy!』
- 2013年11 - 12月、『THE MERRY WIDOW』（ドラマシティ・日本青年館） - シルヴィアーヌ
- 2013年12月、『月雲（つきぐも）の皇子（みこ）』（天王洲 銀河劇場） - 麻忍／キラン
- 2014年1月、『New Wave!-月-』（バウホール）
- 2014年3 - 6月、『宝塚をどり』『明日への指針 -センチュリー号の航海日誌-』 - 尼僧『TAKARAZUKA 花詩集100!!』 - 赤いケシ（コーラス）
- 2014年7 - 8月、『宝塚をどり』『明日への指針-センチュリー号の航海日誌-』 - マダム・アキュー『TAKARAZUKA 花詩集100!!』（博多座）
- 2014年9 - 12月、『PUCK（パック）』 - クモの糸『CRYSTAL TAKARAZUKA-イメージの結晶-』
- 2015年1 - 2月、『Bandito（バンディート）-義賊 サルヴァトーレ・ジュリアーノ-』（バウホール・日本青年館） - マウリッチャ／マリア・テクラ・シリアスク
- 2015年4 - 7月、『1789-バスティーユの恋人たち-』 - トランプの女
- 2015年9月、『DRAGON NIGHT!!』（ドラマシティ・文京シビックホール）
- 2015年11 - 2016年2月、『舞音-MANON-』 - イヴォンヌ・ド・ルロワ『GOLDEN JAZZ』
- 2016年3 - 4月、龍真咲コンサート『Voice』（赤坂ACTシアター・ドラマシティ） - SACHIKA
- 2016年6 - 9月、『NOBUNAGA〈信長〉-下天の夢-』 - マリアンナ『Forever LOVE!!』
- 2017年1 - 3月、『グランドホテル』 - 電話交換手『カルーセル輪舞曲（ロンド）』
- 2017年4 - 5月、『瑠璃色の刻（とき）』（ドラマシティ・TBS赤坂ACTシアター） - マリー・アントワネット
- 2017年7 - 10月、『All for One』 - シモーヌ エトワール
- 2017年12月、『Arkadia-アルカディア-』（バウホール） - ロズモンド・ヴァロー
- 2018年2 - 5月、『カンパニー-努力（レッスン）、情熱（パッション）、そして仲間たち（カンパニー）-』 - バレエ団員／社員『BADDY（バッディ）-悪党（ヤツ）は月からやって来る-』 - スースー
- 2018年7月、『愛聖女（サントダムール）-Sainte♡d’Amour-』（バウホール） - ドクター・ジャンヌ／ブティック店員
- 2018年8 - 11月、『エリザベート-愛と死の輪舞（ロンド）-』 - マダム・ヴォルフ
- 2019年1月、『ON THE TOWN（オン・ザ・タウン）』（東京国際フォーラム） - ヒルディ・エスターハージー
- 2019年3 - 6月、『夢現無双』 - お甲『クルンテープ 天使の都』
- 2019年7 - 8月、『ON THE TOWN（オン・ザ・タウン）』（梅田芸術劇場） - ヒルディ・エスターハージー[注釈 2]／ルーシー・シュミーラー[注釈 3]
- 2019年10 - 12月、『I AM FROM AUSTRIA-故郷（ふるさと）は甘き調（しら）べ-』 - ミス・ツヴィックル
- 2020年2月、『出島小宇宙戦争』（ドラマシティ・東京建物 Brillia HALL） - エドミ／デジミ
- 2020年9 - 2021年1月、『WELCOME TO TAKARAZUKA-雪と月と花と-』 - カゲソロ『ピガール狂騒曲』 - ルイーズ エトワール
- 2021年3月、『幽霊刑事（デカ）〜サヨナラする、その前に〜』（バウホール） - 久須悦子
- 2021年5 - 8月、『桜嵐記（おうらんき）』 - 仲子／四条隆資『Dream Chaser』
- 2022年1 - 3月、『今夜、ロマンス劇場で』 - 萩京子『FULL SWING!』
- 2022年5月、『Rain on Neptune』（舞浜アンフィシアター） - ラリッサ
- 2022年7 - 10月、『グレート・ギャツビー』 - エリザベス・フェイ／マダム・セイヤー
- 2022年11 - 12月、『ELPIDIO（エルピディイオ）』（KAAT神奈川芸術劇場・ドラマシティ） - マグダレーナ
- 2023年2 - 4月、『応天の門』 - 山路『Deep Sea-海神たちのカルナバル-』
- 2023年6月、『DEATH TAKES A HOLIDAY』（東急シアターオーブ） - ステファニー公爵夫人
- 2023年8 - 11月、『フリューゲル-君がくれた翼-』 - エミリア・ハインリッヒ『万華鏡百景色（ばんかきょうひゃくげしき）』[注釈 4][6]
- 2024年1月、『G.O.A.T』（梅田芸術劇場）
- 2024年3 - 7月、『Eternal Voice 消え残る想い』 - オーロラ『Grande TAKARAZUKA 110!』
- 2024年8 - 9月、『琥珀色の雨にぬれて』 - エヴァ『Grande TAKARAZUKA 110!』（全国ツアー）
- 2024年11 - 2025年3月、『ゴールデン・リバティ』 - モンタナ『PHOENIX RISING（フェニックス・ライジング）』
- 2025年4 - 5月、『花の業平／PHOENIX RISING』（全国ツアー） - 吉野
- 2025年7 - 11月、『GUYS AND DOLLS』 - ミミ退団公演

## 出演イベント
- 2007年9月、TCAスペシャル2007『アロー!レビュー!』[注釈 5]
- 2008年3月、『ME AND MY GIRL』前夜祭
- 2008年10月、第49回『宝塚舞踊会』
- 2012年3月、蒼乃夕妃ミュージック・サロン『VERY BEST OF ME』
- 2013年10月、第52回『宝塚舞踊会』
- 2016年7月、龍真咲ディナーショー『Goodbye Fairy』[7]
- 2017年10月、第54回『宝塚舞踊会』[8]
- 2017年10月、美弥るりかディナーショー『Razzle』[9]
- 2019年10月、第55回『宝塚舞踊会〜祝舞御代煌（いわいまうみよのきらめき）〜』[10]
- 2023年10月、第56回『宝塚舞踊会』
- 2025年9月、『白雪さち花　サロンコンサート』（宝塚ホテル）

## TV出演
- 2014年12月、フジテレビ『2014 FNS歌謡祭』
- 2017年3月、フジテレビ『2017 FNSうたの春まつり』